# Hemipeplus longiscapus
Hemipeplus longiscapus är en skalbaggsart som beskrevs av Darren A. Pollock 1999. Hemipeplus longiscapus ingår i släktet Hemipeplus och familjen Mycteridae. Inga underarter finns listade i Catalogue of Life.